# When the Rain Begins to Fall
When the Rain Begins to Fall – piosenka duetu Jermaine Jackson-Pia Zadora z roku 1984 napisana przez Peggy March, Michaela Bradleya i Steve’a Wittmacka. Utwór zajmował wysokie pozycje na europejskich listach przebojów, do dziś puszczany okazyjnie także w polskich stacjach radiowych. Oryginalnie piosenka pochodzi ze ścieżki dźwiękowej do filmu Voyage of the Rock Aliens z główną rolą Zadory (Jackson wystąpił w nim w epizodycznej roli). Wydania singlowe zawierały wersję podstawową oraz inną ścieżkę na stronie B lub wersję rozszerzoną na stronie A i dwie inne piosenki na stronie B. Ten sam duet nagrał również hiszpańską wersję utworu pt. Y Si Se Pone A Llover. Teledysk do piosenki przedstawiał historię znajomości kobiety i mężczyzny na tle konfliktu rywalizujących ze sobą band, do których należeli.